# Цзяюй
Цзяю́й (кит. упр. 嘉鱼, пиньинь Jiāyú) — уезд городского округа Сяньнин провинции Хубэй (КНР).

## История
Во времена империи Цзинь здесь был в 280 году образован уезд Шаян (沙阳县). Во времена империи Суй он был в 589 году присоединён к уезду Пуци. В эпоху Южной Тан северная часть уезда Пуци была в 953 году вновь выделена в отдельный уезд, получивший название Цзяюй в честь строчки из «Ши цзин».
В 1949 году был образован Специальный район Мяньян (沔阳专区), и уезд вошёл в его состав. В 1951 году уезд был передан в состав Специального района Дае (大冶专区). В 1952 году Специальный район Дае был расформирован, и уезд перешёл в состав Специального района Сяогань (孝感专区). В 1959 году Специальный район Сяогань также был расформирован, и входившие в его состав административные единицы перешли под управление властей Уханя, где в 1960 году уезд Цзяюй был присоединён к уезду Учан. В 1961 году Специальный район Сяогань был воссоздан, и восстановленный уезд Цзяюй опять вошёл в его состав.
В 1965 году уезды Специального района Сяогань, лежавшие южнее Янцзы, были выделены в отдельный Специальный район Сяньнин (咸宁专区). В 1970 году Специальный район Сяньнин был переименован в Округ Сяньнин (咸宁地区).
Постановлением Госсовета КНР от 6 декабря 1998 года округ Сяньнин был преобразован в городской округ.

## Административное деление
Уезд делится на 8 посёлков.